# Прострел Ревердатто
Прострел Ревердатто (лат. Pulsatilla reverdattoi) — вид многолетних травянистых растений рода Прострел (Pulsatiila) семейства Лютиковые (Ranunculaceae).
Назван в честь геоботаника и исследователя растительности Сибири Виктора Владимировича Ревердатто.

## Ботаническое описание
Многолетнее травянистое растение с многоглавым вертикальным корневищам. 
Стебли прямостоячие или слегка изогнутые, 7-9 см в высоту, длинно отстояще-мягковолосистые. 
Прикорневые листья на черешках, покрытых мягкими отстоящими волосками, развиваются одновременно с распусканием цветков; пластинки округло-почковидные, с нижней стороны длинноволосистые, в верхней с редкими волосками или голые, рассеченные до основания на 3 доли; боковые доли, в свою очередь, глубоко рассечены на 2, а средняя на 3 доли второго порядка, которые до половины и более надрезаны на ланцетные дольки. Листочки покрывала рассечены на узколанцетные или линейные острые доли, густоволосистые.
Цветки сине-фиолетовые, широко раскрытые. Лепестки в числе 6; 3 лепестка внутреннего круга более узкие и заостренные, 3 наружных лепестка более широкие, туповатые, снаружи длинно прижато-волосистые. Тычинки многочисленные, на длинных реснитчатых нитях, пыльники фиолетовые.  Завязь и нижняя часть столбика желтовато-зеленоватые, верхняя часть листовидная, фиолетовая. 
Плодики волосистые.

## Распространение
Узколокальный эндемик Хакасии. Известен только с горы Сорах.
Произрастает в степном поясе на каменисто-щебнистых склонах. Ксерофит и, вероятно, петрофит.

## Охранный статус
Вид внесен в Красную книгу Республики Хакасия.
Страдает от узости экологической ниши.